# Juan Martínez de Recalde
Juan Martínez de Recalde Larrinaga (Bilbao, c. 1540-La Coruña, 23 de octubre de 1588) fue un almirante español del siglo XVI.

## Biografía
Hijo de Juan Martínez de Recalde Sáez de Larrinaga y de Sancha de Larrinaga, nació en Marquina-Jemein, en un pueblo de los alrededores de Bilbao, el seno de una familia de armadores. Tanto su abuelo paterno como su padre, ambos homónimos, habían desempeñado la veeduría de las Reales Armadas en la costa de Vizcaya. Tuvo dos hermanos: Ochoa de Recalde y María de Recalde.
Su vocación marinera le hizo navegar desde muy joven en la Escuadra de Vizcaya, para más tarde escoltar tres flotas de Indias, logrando en este período gran fama al rescatar un galeón cargado de oro en la isla de Madeira. Por sus méritos recibiría el mando supremo de la Flota de Laredo. 
Al igual que Miguel de Oquendo, del que era amigo y compañero, su destino estuvo pronto unido a la figura del almirante Álvaro de Bazán, siendo acogido bajo su mando durante las expediciones a la isla Terceira de 1582 y 1583. Al término de esta operación, fue comisionado por el monarca para mandar una escuadra de ocho naos y cuatro pataches, con el objeto de reconocer las costas de Irlanda y reforzar a los católicos descontentos con tropas de desembarco.
Ya en 1587 se estaba larvando la invasión de Inglaterra. Tras el nombramiento supremo de Alonso Pérez de Guzmán y Sotomayor, duque de Medina Sidonia, para aquella empresa, Martínez de Recalde asumió el rango de almirante de la Flota de invasión, el corazón de la Invencible. Sin embargo, aunque la responsabilidad recayó en lo material sobre él, no pudo hacer valer la mayoría de sus decisiones ante Medina-Sidonia, viéndose arrastrado a combates muy difíciles sin apoyo táctico. En la refriega inicial con los ingleses de julio de 1588, hallándose en la retaguardia de la Flota, quedó aislado y no tuvo más remedio que batirse con denuedo contra varios navíos enemigos. Salió de la acción vivo y sin ser capturado, pero le costó perder numerosos hombres y la casi inutilidad de sus naves. Hasta la dispersión de la Escuadra, Recalde se mantuvo firme a lo largo de toda la campaña sobre las costas de Inglaterra. Durante la singladura última recaló primero en Irlanda, dirigiéndose más tarde a La Coruña, herido y con graves fiebres. En este puerto fondeó su flota y perdió su propia vida, falleciendo el 23 de octubre, a los pocos días de arribar.

## La hazaña del oro
Con tan solo un galeón  defendió  las costas cubanas de los ingleses. Recalde, con un galeón, defendió la exportación de oro hacia España y zarpó de Cuba hacia Sevilla lleno de oro. En unas semanas, siete barcos ingleses los atacaron; Recalde se mantuvo firme y hundió cuatro barcos ingleses; Recalde luchó hasta quedarse sin pólvora y munición; la batalla duró seis horas, y los ingleses, sorprendidos de su hazaña, lo remolcaron hacia el puerto de Sevilla. Recalde cumplió la misión y regresó exitoso. El oro era muy importante para las guerras en Europa.
Tal fue su hazaña que esta llegó a oídos del rey, el cual le otorgó el grado militar de almirante general.